# Curățele (gmina)
Curățele – gmina w Rumunii, w okręgu Bihor. Obejmuje miejscowości Beiușele, Cresuia, Curățele, Nimăiești i Pocioveliște. W 2011 roku liczyła 2509 mieszkańców.